# Соланж Ноулз
Соланж Ноулз (англ. Solange Piaget Knowles, нар. 24 червня 1986 року) — американська співачка, автор пісень та актриса, що виступає також під сценічним ім’ям Solange. Виявляючи інтерес до музики з раннього дитинства, Ноулз була танцюристкою в гурті Destiny's Child, серед учасників якого була її старша сестра Бейонсе Ноулз, перш ніж підписала контракт з лейблом Music World Entertainment свого батька Метью Ноулза. У 16 років Соланж Ноулз випустила перший студійний альбом Solo Star (2002). У період з 2004 по 2007 рік зіграла кілька другорядних акторських ролей, а також продовжувала писати музику для Бейонсе та колишніх учасників групи Destiny's Child Келлі Роуленд та Мішель Вільямс.
Її другий студійний альбом Sol-Angel and the Hadley St. Dreams (2008) відійшов від поп-орієнтованої музики її дебютної платівки до саунду 60-х і 70-х років, натхнених Motown. Він посів дев’яту позицію в американському Billboard 200 і отримав позитивні відгуки від критиків. Після цього вона випустила EP True (2012), натхненну поп- та R&B, 1980-х років. Третій студійний альбом A Seat at the Table (2016) отримав широке визнання критиків і став її першим альбомом номер один у Сполучених Штатах. Головний сингл альбому «Cranes in the Sky» отримав Ґреммі за найкраще виконання в стилі R&B. Четвертий студійний альбом When I Get Home був випущений у березні 2019 року й отримав схвалення критиків.
Ноулз, яку ЗМІ часто порівнюють з її сестрою Бейонсе, стверджує, що вони мають різні прагнення та музично різні. Вона була визнана Billboard однією з найуспішніших танцювальних артистів всіх часів, а у 2017 році була удостоєна премії «Impact Award» на Billboard Women in Music. 

## Ранні роки
Соланж Піаже Ноулз народилася 24 червня 1986 року в Х'юстоні, штат Техас, у сім'ї Метью Ноулз і Тіни Ноулз. Її старша сестра — співачка Бейонсе Ноулз. Її батько, родом з Алабами, афроамериканець, а мати, родом з Техасу, є афроамериканкою креольської спадщини Луїзіани. Ноулз виховувалася католичкою до чотирьох років, після її сім'я стала членом методистської церкви. У дитинстві займалася танцями та театром. У п’ятирічному віці дебютувала як співачка в тематичному парку Six Flags AstroWorld у Х’юстоні. Почала писати пісні у віці дев'яти років. 
Під час виступу-відкриття Destiny's Child для туру Крістіни Агілери 2000 року Ноулз тимчасово замінила учасницю гурту Келлі Роуленд після того, як вона зламала пальці на ногах за лаштунками під час зміни костюма. У віці 15 років Ноулз замінила танцівника, що пішов, і виступала з групою на гастролях.

## Кар’єра

### 2001–2003: Початок кар’єри та Solo Star
Під керівництвом свого батька Метью Ноулз вперше була залучена у музичний бізнес у 2001 році як співачка за підтримки Destiny's Child у заголовній пісні для анімаційного телесеріалу The Proud Family. Вона також була головною виконавицею «Hey Goldmember» для саундтреку до фільму Остін Пауерс: Золотий орган 2002 року, а також з’явилася в треку «Little Drummer Boy» у святковому альбомі Destiny's Child 2001 року 8 Days of Christmas. 
У 2002 році була представлена у дебютному сольному альбомі Келлі Роуленд Simply Deep, для якого вона написала треки «Simply Deep», «Beyond Imagination» та «Obsession». 
У 2002 році вона озвучила персонажа Шанель, двоюрідну сестру головної героїні Пенні Прауд, в епізоді анімаційного телесеріалу The Proud Family. У червні 2003 року Метью Ноулз оголосив, що розглядає можливість участі Соланж у Destiny's Child. Метью Ноулз сказав, що він перевіряв реакцію, і, судячи з почутого, «це здається було гарною ідеєю». Однак пізніше в серпні Бейонсе заявила, що це лише чутки, і Destiny's Child залишиться тріо. 
У віці 14 років Ноулз почала працювати над дебютним альбомом Solo Star, в якому взяли участь такі американські продюсери, як Джермейн Дюпрі, The Neptunes, Лінда Перрі та Тімбаленд. Потім вона записала альбом під лейблом свого батька Music World Entertainment на Columbia Records. Альбом в основному складався зі ритм-енд-блюзу, хоча Ноулз казала, що в ньому присутні поп, рок, регі та хіп-хоп. Ноулз була співавтором і співпродюсером деяких з 15 треків альбому, включаючи головний сингл «Feelin' You (Part II)». Пісня не потрапила до Billboard Hot 100, але досягла третього місця в чартах Hot R&B/Hip-Hop Singles Sales і Hot Dance Music/Maxi-Singles Sales. Solo Star був випущений 21 січня 2003 року в США, де дебютував під номером 49 в Billboard 200 і досяг 23 місця в чарті Top R&B/Hip-Hop Albums. Solo Star був неоднозначно сприйнятий критиками: Вільям Рулманн з AllMusic назвав його «найсучаснішим альбомом R&B», але вважав Ноулз «десь загубленою у суміші». За даними Nielsen SoundScan, до середини 2008 року альбом був проданий тиражем 112 000 копій всередині країни.

### 2004–2008: Фільми та Sol-Angel and the Hadley St. Dreams
Після виходу дебютного альбому Ноулз почала зніматися в кіно, після чого зробила перерву в кар'єрі, щоб створити сім'ю. Зокрема, знялася в комедійному фільмі Відпустка родини Джонсонів 2004 року. Вона надала пісню «Freedom», створену у співпраці з фанк-джаз-гуртом Drop Trio із Х'юстона, для його саундтреку. Хоча рецензії загалом були негативними, Ноулз заслужила похвалу від Variety. 
Ноулз використовувала своє повне ім'я для акторської кар’єри, а не лише ім'я, яке вона використовує для презентації себе як співачки.
Сім'я Ноулз переїхала до Айдахо, і там вона відновила написання пісень, включаючи сингли "Get Me Bodied" і "Upgrade U" з другого сольного альбому її сестри, B'Day. Ноулз отримала нагороду R&B і хіп-хоп за композицію «Get Me Bodied» на церемонії вручення нагород ASCAP Awards 2008. За цей час вона також написала пісні для Destiny's Child, а також для учасниць гурту Келлі Роуленд і Мішель Вільямс.
Після розлучення Ноулз повернулася до Х'юстона, щоб почати роботу над другим альбомом. У 2007 році підписала угоду про звукозапис з Geffen і видавничу угоду з EMI. Ноулз закінчила роботу над другим студійним альбомом у 2008 році й назвала проєкт Sol-Angel and the Hadley St. Dreams. Він включає треки продюсовані CeeLo Green, Soulshock & Karlin і Марком Ронсоном, а також виступ Bilal. На новий альбом вплинуло звучання 1960-х і 1970-х років, що розглядається як відхід від поп-орієнтованого дебюту. Журнал Billboard назвав це «сучасним поворотом хіп-хопу та R&B із відтінком блюзу та джазу». Альбом був випущений 26 серпня 2008 року в США. За даними Nielsen SoundScan, до грудня 2008 року альбом був проданий тиражем понад 114 000 копій. Альбом був позитивно сприйнятий критиками, і Ян Гріффін з The Guardian вважав його набагато кращим за її дебют. Головний сингл альбому "I Decided", був випущений у квітні 2008 року і досяг вершини чарту Billboard Hot Dance Club Play; журнал Rolling Stone назвав його проривним синглом. На підтримку альбому Ноулз розпочала Solange Presents Sol-Angel і Hadley St. Dreams Tour у Великобританії в листопаді 2008 року.
Ноулз оголосила у своєму блозі, що випустить серію мікстейпів. Перший мікстейп I Can't Get Clearance... мав включати трек, який просочився в мережу «Fuck the Industry (Signed Sincerely)». На цьому записі Ноулз висловила свої погляди на поточний стан музичної індустрії. Мікстейп так і не був випущений, але Ноулз випустила «Fuck the Industry (Signed Sincerely)» як сингл у 2010 році.

### 2009–2014: EP True та Saint Records
В інтерв'ю MTV у 2009 році Ноулз розповіла, що вона визначала тип звуку для подальшої роботи. Ноулз також покинула лейбл Interscope-Geffen-A&M і вирішила випустити третій студійний альбом самостійно. На початку 2010 року Ноулз поїхала до Австралії, щоб попрацювати з австралійською рок-групою Midnight Juggernauts над її третім студійним альбомом. Ноулз планувала випустити новий альбом влітку, як було повідомлено в її офіційному акаунті в Twitter у 2009 році. 
В інтерв’ю Vibe 7 липня 2010 року Ноулз сказала, що під час запису  альбому вона зазнала «невеликого зриву»: «Я буквально на деякий час відмовилася від свого розуму, щоб зробити цей запис. [...] Ми прокидалися вранці та просто музикували весь день і всю ніч. [...] Це просто почало вражати мене різними способами. У мене почалися ці божевільні панічні атаки». Щодо музичного напряму альбому, вона сказала, що натхнення прийшло з нової хвилі, і заявила: «Це танцювальний запис, але тексти іноді можуть бути досить темними».
У вересні 2012 року Ноулз випустила тизер-відео на «Losing You», яке було оголошено головним синглом з її третього студійного альбому. Цей реліз став першим релізом Ноулз з незалежного лейбла Terrible Records. 
24 жовтня 2012 року Ноулз влаштувала вечірку з прослуховуванням у Нью-Йорку свого EP True, випущеного для цифрового завантаження на iTunes 27 листопада 2012 року. Компакт-диск і вініл були доступні 8 січня 2013 року. Після виходу EP Соланж з'явилася на обкладинці 84-го випуску журналу The Fader.
14 травня 2013 року Ноулз оголосила, що заснувала власний лейбл під назвою Saint Records, який вона використовуватиме для випуску свого третього повноформатного альбому та майбутніх музичних проєктів, що розповсюджуються через Sony. Saint Records було засновано, щоб зосередитися на ще не мейнстримних виконавцях хіп-хопу та R&B. Вона також співпрацювала з The Lonely Island над піснею "Semicolon", яка була представлена в рамках YouTube Comedy Week і представлена в альбомі The Wack Album. 11 листопада 2013 року лейбл Ноулз випустив перший збірник Saint Heron.

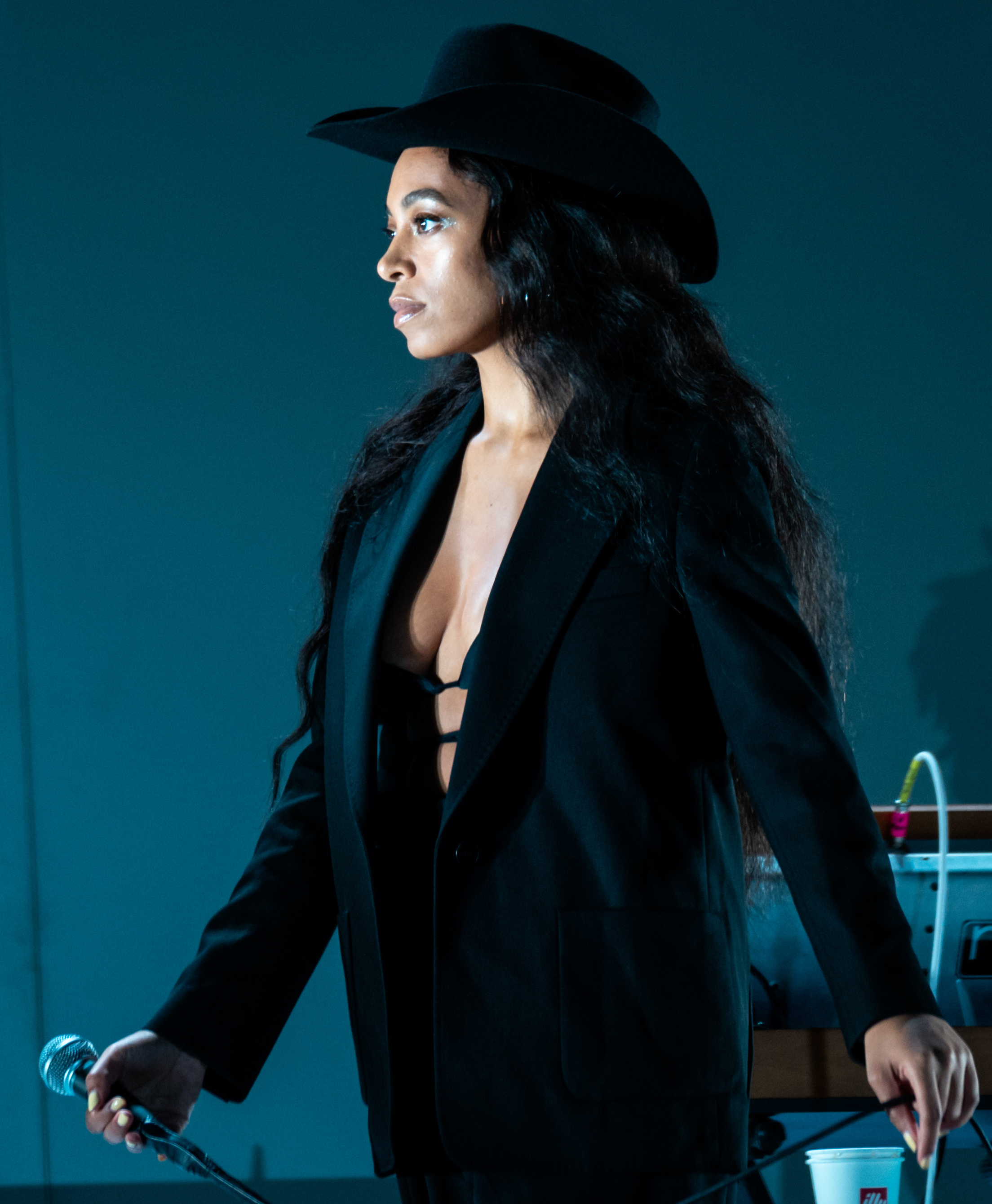
Соландж на Bonnaroo Music and Arts Festival 2019

### 2015–дотепер: A Seat at the Table та When I Get Home
15 травня 2015 року Ноулз вперше виконала «Rise» на заході за спонсорства HBO, який був викликаний вбивствами поліції у Фергюсоні та Балтіморі та наступними протестами. У липні 2015 року Ноулз оголосила, що її третій студійний альбом майже завершений. У свій тридцятий день народження, 24 червня 2016 року, вона заявила, що завершила A Seat at the Table за три дні до свого дня народження, 21 червня. Альбом був випущений 30 вересня 2016 року й отримав загальне визнання критиків. Він став її першим альбомом номер один у Сполучених Штатах. Це зробило її та Бейонсе першими сестрами, у яких були альбоми номер один у США за календарний рік. 3 жовтня 2016 року Ноулз випустила кліпи на пісні «Don't Touch My Hair» і «Cranes in the Sky», співрежисерами яких була вона сама та Алан Фергюсон.
У червні 2017 року Ноулз виступила на фестивалі в Гластонбері. Її виступ отримав ідеальну п'ятизіркову оцінку Патріка Сміта з The Daily Telegraph, який вважав її «артисткою, яку потрібно цінувати», а саму виставу — «фантастичним театром». У грудні Ноулз стала режисером відео на пісню «The Weekend» від SZA. У 2019 році Соланж виступала на музичному фестивалі Bonnaroo, Parklife і Lovebox. 
1 березня вона випустила четвертий студійний альбом When I Get Home. Раніше вона анонсувала альбом, опублікувавши два фрагменти відео в Instagram та Twitter, а також на особистій вебсторінці в афроамериканській соціальній мережі BlackPlanet. Стерео Вільямс з The Daily Beast вважав альбом підтвердженням того, що Ноулз «є однією із найталановитіших співачок і авторок пісень свого покоління».

## Особисте життя
Ноулз вийшла заміж за Деніела Сміта в лютому 2004 року, коли їй було 17, а йому 19. 18 жовтня 2004 року Ноулз народила сина. Після народження сина сім'я переїхала до штату Айдахо, де чоловік Ноулз продовжив навчання в коледжі. Вони розлучилися в 2007 році, після чого Ноулз жила у Лос-Анджелесі та Х'юстоні, штат Техас. Вона та її син переїхали до Брукліна у 2011 році та до Нового Орлеана, штат Луїзіана, у 2013 році.
12 травня 2014 року TMZ оприлюднила відеозаписи безпеки, на яких Ноулз фізично нападає на свого зятя Джей-Зі, і її затримує охоронець у ліфті The Standard, High Line на Манхеттені. Ноулз, Джей-Зі та Бейонсе назвали цей випадок «неприємним інцидентом» і заявили, що сім'я «пережила це». Пізніше Ноулз пояснила, що у неї та її сім'ї «все добре».
Ноулз вийшла заміж за режисера музичних відео Алана Фергюсона в оперному театрі Маріньї в Новому Орлеані 16 листопада 2014 року. Пара розлучилася у 2019 році. Того ж року Ноулз почала зустрічатися з експериментальним джазовим виконавцем Джіо Ескобаром з групи Standing on the Corner, з яким вона раніше співпрацювала над своїм студійним альбомом When I Get Home. Ноулз публічно визнала стосунки в Instagram у листопаді 2020 року.

## Дискографія

### Студійні альбоми
- Solo Star (2002)
- Sol-Angel and the Hadley St. Dreams (2008)
- A Seat at the Table (2016)
- When I Get Home (2019)

### Збірники
- Saint Heron (2013)

### Мініальбоми
- True (2012)

## Фільмографія

### Кіно
- Відпустка родини Джонсонів (2004)
- Добийся успіху 3: Все або нічого (2006)
- Повернення додому (2019)